# Gimnasia para todos

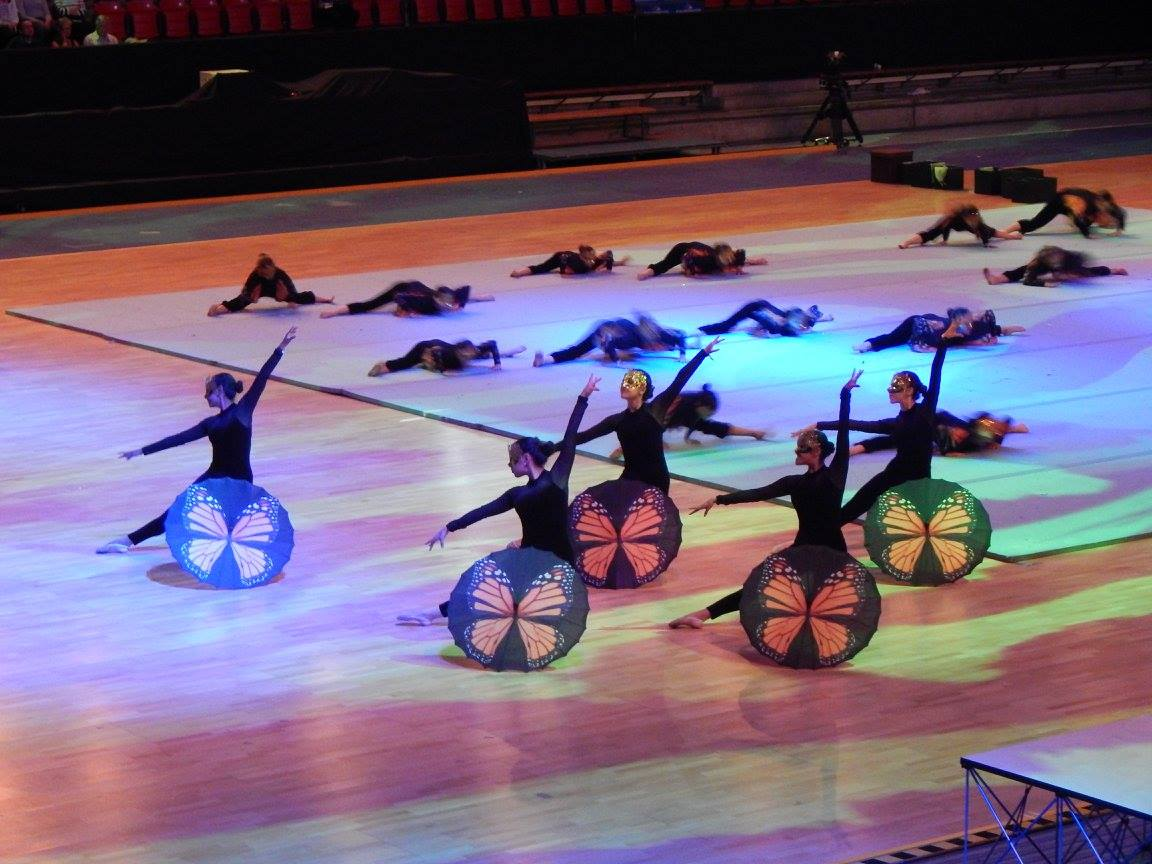

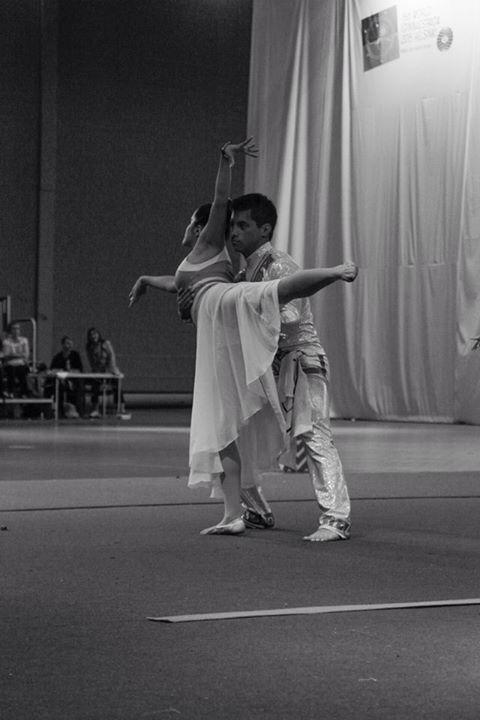

La Gimnasia para Todos, su abreviación es GPT o Gymnastics for all (GFA), es una modalidad de gimnasia, la única no competitiva, que está avalada por la FIG (Federación Internacional de Gimnasia), es en grupos y normalmente tiene alguna temática acompañada de música, vestuarios y en ocasiones escenografía. Requiere de creatividad para que sea un show.
Es característico de la gimnasia general el uso de uniformes y accesorios para caracterizar un tema y así realizar una coreografía ligada con elementos gimnásticos que son aptos para cualquier edad y nivel gimnástico. La gran ventaja que maneja esta disciplina es que puede incluir actividades dinámicas y ejercicios de la gimnasia artística, rítmica, aeróbica, acrobática, de trampolín y baile en una sola.
La GPT, como su nombre lo indica es para que cualquier tipo de persona sin distinción de raza, sexo, nacionalidad, edad e incluso con alguna discapacidad, pueda realizar este deporte.
Es una actividad destinada para promover el bienestar, buena salud, y la gimnasia.

## Historia
Nicolas Belga J. El 23 de julio de 1881, es considerado por la FIG, como una nueva modalidad.
La idea que fuera para todos surge de Cuperus al darse cuenta de que la gimnasia estaba presente en todos lados, ya que era base para todas las actividades físicas, era y sigue siendo parte de una rutina diaria diseñada para mantenernos en forma, que puede ser para la gente común o hasta para un deportista de alto rendimiento de cualquier disciplina, ya que los ejercicios de gimnasia son adaptados según el deporte. Él buscaba facilitar la conexión y relación social con todo el mundo a través de la gimnasia, esto sucedió durante el siglo XIX, siglo de transformaciones, el momento de la revolución industrial.
Al ser reconocida por la FIG tiene muy poco poderío, es hasta 1897 que logra 17 países miembros, muchas personas estaban en contra del ideal de Cuperus por la no competitividad, él sostuvo: “mi ideal se mantiene sin cambios y sueño con el día en que las competiciones serán superfluas, cuando los gimnastas competirán por el premio infalible de su propio esfuerzo, el equivalente exacto en la salud, la fuerza, flexibilidad, tenacidad."
Es en el año de 1953 que Heinrich Sommer de Holanda consigue un espacio para GPT, creando así la Gymnaestrada Mundial, estrenada en Róterdam.
Es hasta 2009 que se crea otro escenario para GPT, Gym for Life Challenge, en Dornbirn Austria.

### Visión
Brindar a todas las naciones del mundo una mejor calidad de vida mediante la gimnasia, promover la actividad física y contribuir a crear un bienestar físico y emocional, así como crear una conciencia educativa y deportiva.

### ¿Qué busca la Gimnasia para Todos?
Busca que todas las personas puedan practicar gimnasia sin importar género, edad, talento, para mejorar la salud personal, y mejorar su físico, al igual que atender el lado social de una persona en grupo mediante el deporte.

#### Su objetivo
Su objetivo es fomentar las 4 F´s
- Fun (busca que sea divertido)
- Fitness (Aptitud)
- Fundamentals (Fundamentos básicos de gimnasia)
- Friendship (crear amistades a través de la gimnasia)[3]

Busca con estas F´s crear una rutina que puede ser de 4 hasta 150 personas, en donde hagan Gimnasia con Baile o Gimnasia con aparato o sin él, un aparato puede ser los
ya establecidos por gimnasia, la rutina puede contener elementos de gimnasia rítmica (clavas, pelota, aro, cuerda o cinta), de gimnasia artística femenil (viga, salto de caballo, barra asimétricas o acrobacia), gimnasia artística varonil (anillos, barras paralelas, hongo, barra fija o acrobacia), gimnasia aeróbica, gimnasia acrobática (diferentes tipos de mini-tramps), todo depende del ingenio o creatividad para realizar la rutina.

## Categorías
Existen 3 categorías:

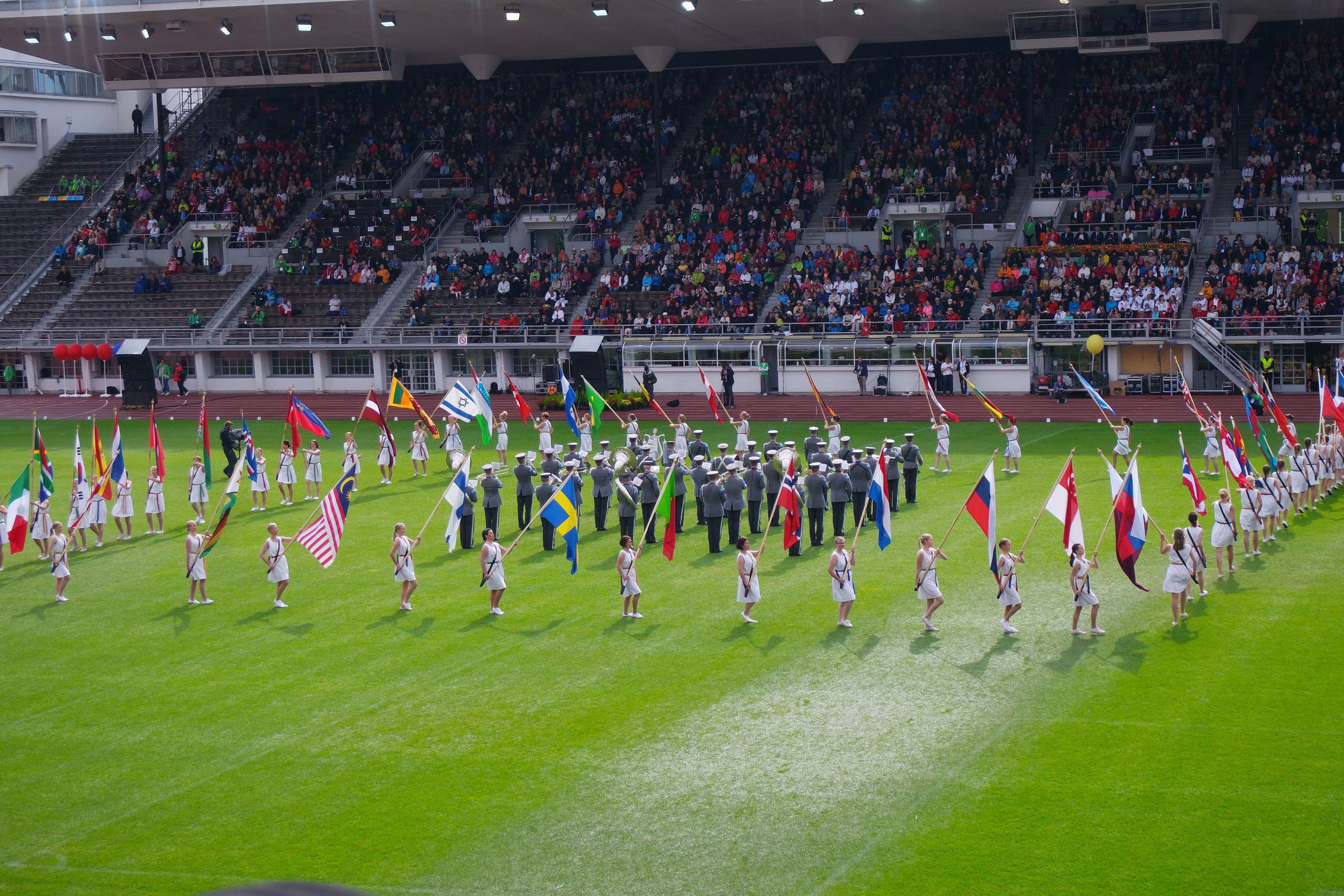
presentación de países, ceremonia de inauguración.

- grupos blancos: que son los más básicos, regularmente solo tienen niños o personas de la tercera edad, con un nivel básico de gimnasia.
- grupos azules: ya contiene un nivel de dificultad más elevado.
- grupos rojos: se tiene un nivel de espectáculo y de dificultad muy elevado.

## Gymnaestradas
Las Gymnaestradas son el evento mundial más importante para GPT, iniciadas en 1953.
Se realizan cada 4 años, en un país diferente, designado por la FIG.
El evento se lleva a cabo durante 10 días, y se realizan diferentes actividades:
- Ceremonia de Inauguración: se inaugura oficialmente la Gymnaestrada, se hace el desfile de todos los participantes, hay espectáculos y bandas.https://www.youtube.com/watch?v=bMSysLyXKpU&index=1&list=PL5F7B712FC383947D
- Rutinas de grupos: se presentan las rutinas o shows de los grupos pequeños duran de 10 a 15 minutos.
- Rutinas de grupos grandes:      son rutinas masivas en donde se crean efectos que se pueden percibir desde lejos, pueden durar hasta 15 minutos.
- Galas internacionales o nacionales: son realizadas durante las noches, son las rutinas con un grado de espectáculo mayor, al igual que el nivel gimnástico, se dividen por continentes, países, etc. Pueden durar hora y media
- Gala FIG: en ella están las rutinas más espectaculares y con el nivel más alto de gimnasia de todo el mundo, duran hora y media.https://www.youtube.com/watch?v=wqpu1GBN5UY&index=2&list=PL5F7B712FC383947D
- Foro educacional: en este hay talleres de gimnasia.
- Ceremonia de clausura: se hacen rutinas masivas con todos los participantes de la Gymnaestrada y se despide a la Gymnaestrada, y se da la sede a otro país.

### Listas de Gymnaestradas

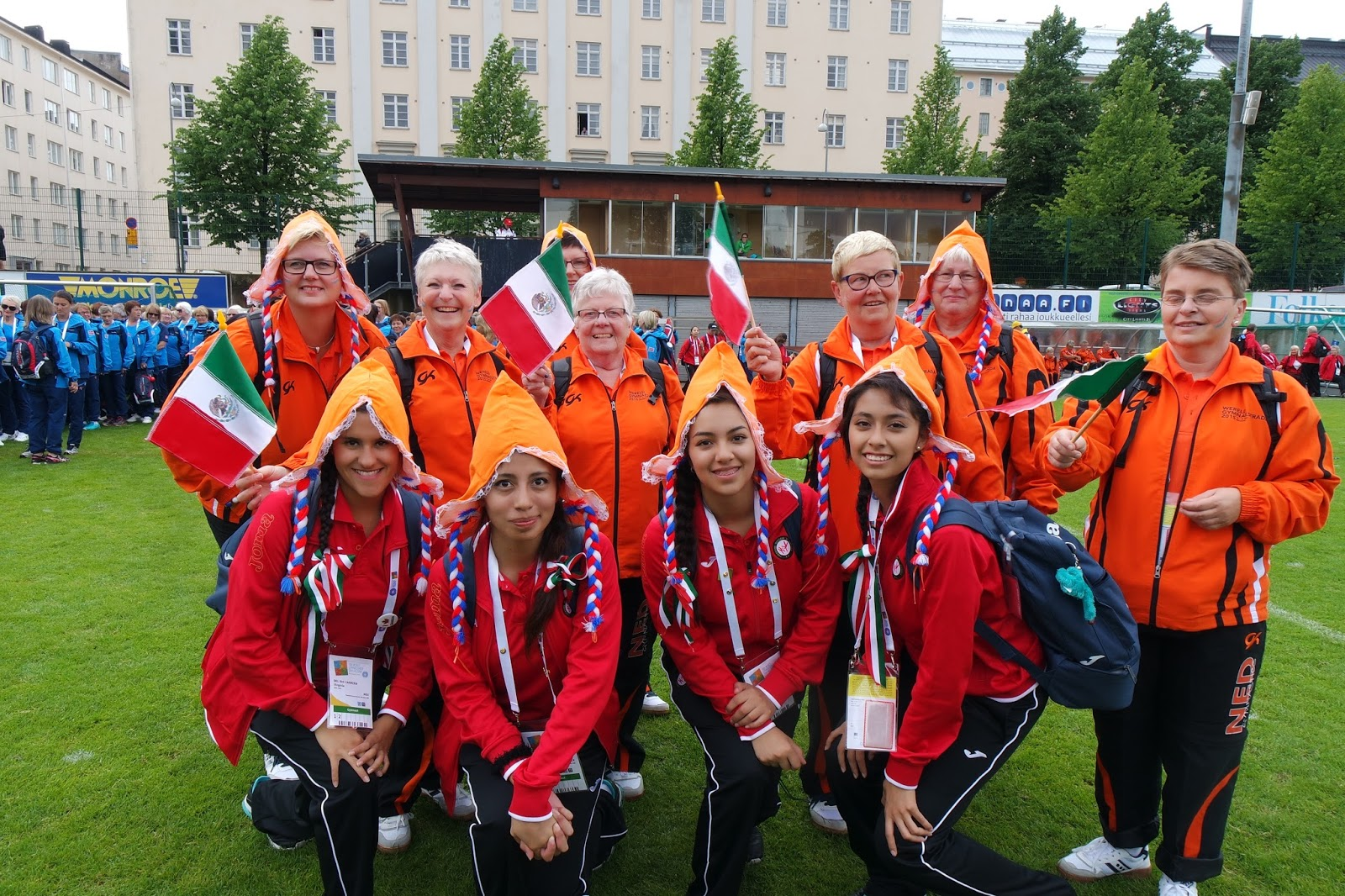
Holanda y México

| Año  | País                 | Federaciones que participan | Número de gimnastas |
| ---- | -------------------- | --------------------------- | ------------------- |
| 1953 | Róterdam (Holanda)   | 14                          | 5,000               |
| 1957 | Zagreb (Yugoslavia)  | 17                          | 6,000               |
| 1961 | Stuttgart (Alemania) | 16                          | 10,000              |
| 1965 | Viena (Austria)      | 26                          | 15,600              |
| 1969 | Bale (Suiza)         | 28                          | 9,600               |
| 1975 | Berlín (Alemania)    | 19                          | 10,500              |
| 1982 | Zúrich (Suiza)       | 22                          | 14,200              |
| 1987 | Herning (Dinamarca)  | 26                          | 17,300              |
| 1991 | Ámsterdam (Holanda)  | 30                          | 19,500              |
| 1995 | Berlín (Alemania)    | 34                          | 19,300              |
| 1999 | Gothenburgs (Suecia) | 37                          | 23,500              |
| 2003 | Lisboa (Portugal)    | 45                          | 21,600              |
| 2007 | Dorbin (Austria)     | 53                          | 22,000              |
| 2011 | Lausane (Suiza)      | 55                          | 19,087              |
| 2015 | Helsinki (Finlandia) | 53                          | 20,473              |
| 2019 | Dornbirn (Austria)   |                             |                     |